# Maria Domitilla Galluzzi
Servetta Galluzzi, nome secolare di suor Maria Domitilla (Acqui, 26 maggio 1595 – Pavia, 12 febbraio 1671), è stata una religiosa e mistica italiana.

## Biografia

### Famiglia e formazione
Nacque ad Acqui, nel Ducato di Monferrato, il 26 maggio 1595, da Ottavio G. e Fiorenza Vertema (o Virtenna), entrambi terziari francescani. Il 29 maggio fu battezzata come Servetta e ricevette un'educazione cattolica rigida sia dai genitori sia dalla zia materna Domitilla, già in vista della monacazione. In particolare trascorse un periodo a Genova, città materna, con la zia, che contribuì alla sua formazione religiosa, in parallelo ai padri barnabiti.

### Vita monacale ed esperienze mistiche
Intorno ai 18 anni d'età, decise di prendere i voti, con il nome-omaggio di Maria Domitilla, a Pavia, nel monastero di Santa Franca, illustre convento cappuccino noto per il rigore con cui si applicava la regola di Santa Chiara. Il 5 novembre 1616 pronunciò i voti. Durante il noviziato avrebbe avuto difficoltà nell'integrazione della comunità monastica per il suo approccio perfezionista.
La situazione iniziò a cambiare dopo il dicembre 1619, quando Galluzzi avrebbe avuto la prima di una serie di visioni sugli ideali dei santi Francesco e Chiara, che la portò a iniziare la stesura di scritti spirituali. Riferì nuove esperienze mistiche durante le quaresime dal 1622 al 1625, ivi comprese le stimmate, e con discontinuità fino al 1629, dopodiché i fenomeni sarebbero divenuti meno intensi. Queste estasi le procurarono fama di santità e seguito da parte dei fedeli, anche altolocati quali le elettrici di Baviera Maria Anna d'Austria e Adelaide di Savoia, con cui intrattenne delle corrispondenze, e tutto ciò ebbe ricadute positive sul monastero da lei frequentato. La sua intercessione era invocata per ottenere guarigioni o arginare calamità.
Produsse scritti spirituali dal 1624 al 1652, dei quali si deduce una certa diffusione grazie alle copie pervenuteci, pur non essendo stati mai pubblicati all'epoca.

#### Inchieste
Al 1652 risale il primo attacco alla sua persona, da parte di una badessa di un monastero cappuccino torinese che metteva al corrente le consorelle di S. Franca delle dicerie su Galluzzi, secondo cui avrebbe stretto un patto con il diavolo. Le autorità religiose locali rimandarono al mittente le accuse, ma ormai la donna aveva attirato l'attenzione della curia di Roma, che avviò un'indagine sul suo conto. Su indicazione della Santa Sede, il vescovo di Pavia Melzi non la autorizzò ad avere corrispondenze epistolari, che di fatto s'interruppero al 1659. Tra le preoccupazioni di Roma, sussisteva che gli scritti di Galluzzi diffondessero le eretiche idee quietiste. Per tutti questi motivi, non si hanno notizie dei suoi ultimi anni di vita, fino alla morte occorsa nel febbraio 1671 nel suo monastero.

## Opere
Molte informazioni sulla sua vita sono tratte dal suo primo testo, uno scritto autobiografico del 1624, richiesto dal suo confessore G.B. Capponi, secondo le procedure dell'epoca. Le supposte esperienze mistiche spinsero alla produzione di scritti influenzati da una certa letteratura dell'epoca dedicata alle monache e da modelli noti, di cui presentano i topoi.
Dopo la propria autoagiografia scrisse Lume sopra la prima regola di s. Chiara datagli dal padre s. Francesco et confirmata da papa Innocenzo IV, a detta dell'autrice divinamente ispirato e passivamente trascritto. La stesura dell'opera avvenne a tappe alterne a causa di problemi di salute e dubbi dissipati da Capponi.
Il suo scritto più famoso e significativo è La Passione, in cui «viene sviluppato il tema centrale della sua mistica perfettamente racchiusa nell'incipit che recita: La Passione di Nostro Sig. Giesù Christo sia sempre nel cuore e corpo mio».
Durante un incarico come maestra delle novizie, fu ispirata a scrivere un'opera educativa –  Quarant'hore di meditatione mentale – comprensiva di una serie di esercizi spirituali per il rafforzamento delle virtù.
L'ultima opera pervenutaci è il compendio Copia d'alcuni ponti di perfettione scritti dalla madre sor M. Domitilla per obedienza, influenzata dalla spiritualità dei gesuiti, in cui l'autrice affronta i «temi legati alla negazione di sé, all'umiltà e all'ubbidienza».

## Eredità
Documenti databili dal 1672 al 1886 testimoniano i tentativi di una causa di beatificazione, abortita a causa del clima di diffidenza già instauratosi nell'ultima parte della sua vita. Dal 1619 al 1635 Galluzzi riferiva al suo confessore malesseri fisici che già alla fine del XIX secolo fecero prendere in considerazione una componente medico-psichiatrica per i fenomeni mistici.